# Dasyhelea echinatus
Dasyhelea echinatus är en tvåvingeart som beskrevs av Liu, Ge och Liu 1996. Dasyhelea echinatus ingår i släktet Dasyhelea och familjen svidknott.
Artens utbredningsområde är Hainan (Kina). Inga underarter finns listade i Catalogue of Life.